# سکندرآباد، بلندشهر
سکندرآباد، بلندشهر (به انگلیسی: Sikandrabad) یک منطقهٔ مسکونی در هند است که در شهرستان بلندشهر واقع شده‌است.

## خصوصیات
سکندرآباد  ۶۹٬۹۰۲ نفر جمعیت دارد.